# Nissan Figaro
De  Nissan Figaro is een retro-auto, geproduceerd als cabriolet door de Japanse autofabrikant Nissan.
De Figaro werd voorgesteld tijdens de Tokyo Motor Show van 1989 met de slogan Back to the Future. De eerste 6000 exemplaren gingen zo vlot van de hand dat Nissan besloot er nog 14000 bij te bouwen. Ze werden verkocht aan diegenen die een winnend lot hadden getrokken in een loterij die door Nissan werd georganiseerd.
Alle Figaro's hebben het stuur aan de rechterkant. Ze zijn uitgerust met airconditioning, een open dak, een cd-speler (de eerste auto waarin dit standaard werd voorzien), en lederen zetels. De viercilindermotor van 987 cc heeft 76 pk en is voorzien van een turbolader. Hij is alleen geleverd met een automatische versnellingsbak met drie versnellingen 
De auto heeft een topsnelheid van 160 km/u. In 1991 kostte hij omgerekend ongeveer 25.000 euro.

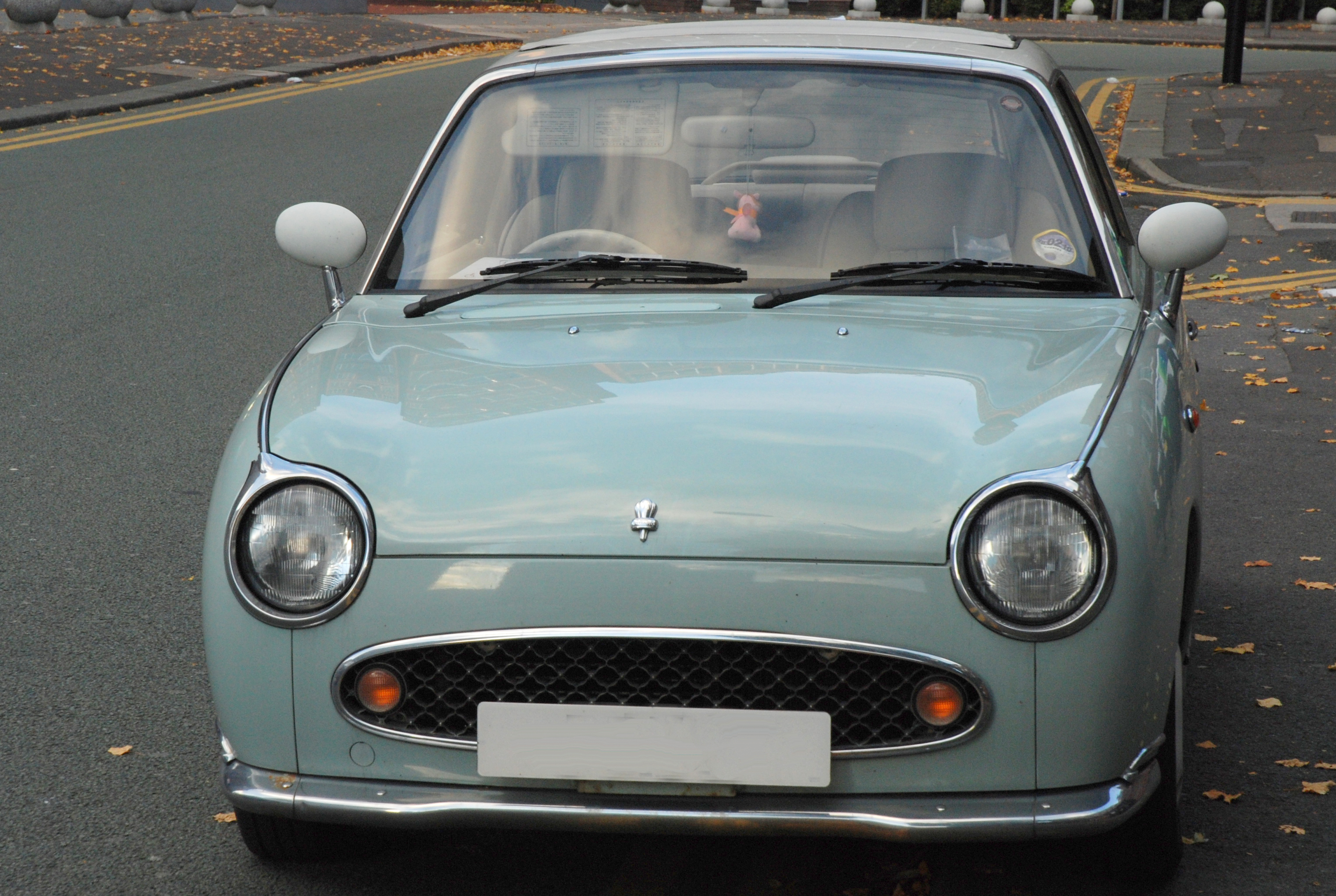
Voorkant
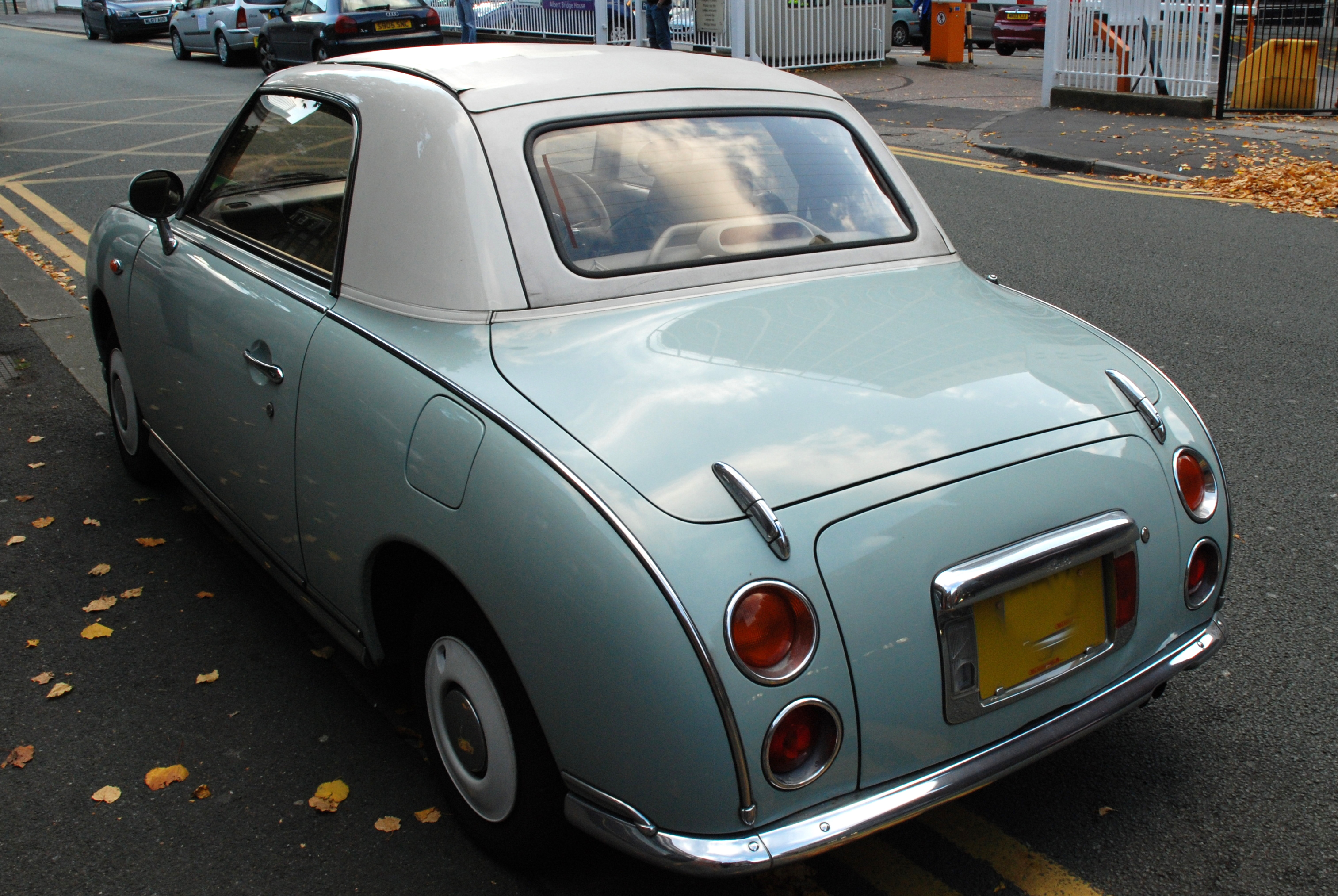
Achterkant

Huidige modellen Europa:
370Z ·
Ariya ·
Cabstar ·
Cube ·
GT-R ·
Interstar ·
Juke ·
Leaf ·
Micra ·
Murano ·
Navara ·
Note ·
NV200 ·
NV300 ·
NV400 ·
Pathfinder ·
Primastar ·
Qashqai ·
Townstar ·
X-Trail

Huidige modellen internationaal:
Altima ·
Armada ·
Bluebird ·
Caravan ·
Elgrand ·
Fuga ·
Maxima ·
NV ·
Patrol ·
Rogue ·
Sentra ·
Serena ·
Skyline ·
Skyline ·
Skyline Crossover ·
Sunny ·
Teana ·
Tiida ·
Titan ·
Xterra

Concepten:
Forum ·
Jikoo ·
Pivo ·
Urge

Uit productie:
100NX ·
200SX ·
300ZX ·
350Z ·
Almera ·
Almera Tino ·
Bluebird ·
Cedric ·
Cherry ·
Cima ·
Gloria ·
Kubistar ·
Laurel ·
Pixo ·
Prairie ·
Primera ·
Pulsar ·
Silvia ·
Stanza ·
Terrano ·
Vanette